# 城内 (小千谷市)
城内（じょうない）は新潟県小千谷市の地名。現行行政地名は城内一丁目から城内四丁目。郵便番号947-0028。

## 地理
小千谷市中心市街地付近にあり、小千谷市役所や小千谷警察署、小千谷地域消防署などが集まる。南東から反時計回りに一丁目、二丁目、三丁目、四丁目がある。南・東・北は茶郷川などの川があり、西側には西小千谷バイパスがある。商業施設や飲食店は主に二丁目の西小千谷ショッピングセンター周辺と、西小千谷バイパス沿道に集まっている。

## 歴史

### 地名の由来
地名の由来は、城川村の中心ということで「城内」となったという。

## 世帯数と人口
2016年（平成28年）3月31日現在の世帯数と人口は以下の通りである。
| 丁目       | 世帯数  | 人口    |
| ---------- | ------- | ------- |
| 城内一丁目 | 257世帯 | 661人   |
| 城内二丁目 | 266世帯 | 683人   |
| 城内三丁目 | 168世帯 | 469人   |
| 城内四丁目 | 295世帯 | 814人   |
| 計         | 986世帯 | 2,627人 |

## 小・中学校の学区
市立小・中学校に通う場合、学区は以下の通りとなる。
| 丁目       | 番地 | 小学校                 | 中学校                 |
| ---------- | ---- | ---------------------- | ---------------------- |
| 城内一丁目 | 全域 | 小千谷市立小千谷小学校 | 小千谷市立小千谷中学校 |
| 城内二丁目 | 全域 | 小千谷市立小千谷小学校 | 小千谷市立小千谷中学校 |
| 城内三丁目 | 全域 | 小千谷市立小千谷小学校 | 小千谷市立小千谷中学校 |
| 城内四丁目 | 全域 | 小千谷市立小千谷小学校 | 小千谷市立小千谷中学校 |

## 交通

### 鉄道
- 廃線
  - 国鉄魚沼線 西小千谷駅 (現在はぽっぽの里公園として整備されている。)

### 道路
- 国道291号
- 新潟県道10号長岡片貝小千谷線

## 施設

### 公共機関
- 小千谷市役所
- 県合同庁舎
- 小千谷市総合産業会館サンプラザ
- 錦鯉の里
- 小千谷市総合保健センター
- 公共職業安定所小千谷出張所
- 新潟県保健衛生センター中越支所
- 小千谷地域消防署
- 小千谷警察署

### 教育機関
- 小千谷市立小千谷中学校
- 新潟県立小千谷西高等学校

### 金融機関
- 城川郵便局
- 労働金庫小千谷支店
- JA越後おぢや本店・城川支店
- 長岡信用金庫小千谷支店

### 商業施設
- 原信西小千谷店
- ドコモショップ小千谷店
- くるくる寿司小千谷店
- オートバックス小千谷店
- ミヤキン家具
- ミスタータイヤマン
- セブンイレブン小千谷城内1丁目店
- シャボン西小千谷店

### 飲食店
- ミスタードーナツ西小千谷ショップ
- パティオ
- らーめんヒグマ小千谷本店
- お食事処楽しみ亭
- らぁめん金次郎
- 無尽蔵じょうない家

## 寺社
- 瑞玉神社
- 真福寺